# Mahibadhoo
Mahibadhoo (Dhivehi މަހިބަދޫ‎) ist eine Insel im Südosten des Ari-Atolls im Inselstaat Malediven in der Lakkadivensee (Indischer Ozean).

## Geographie
2014 hatte die Insel mit einer Fläche von etwa 23 Hektar 1939 Einwohner.

## Verwaltung
Mahibadhoo ist Hauptinsel des Ari-Atolls und der Verwaltungssitz im Verwaltungsatoll Ari Atholhu Dhekunuburi, mit der Thaana-Kurzbezeichnung އދ (Alif Dhaal). Das Verwaltungsgebiet besteht aus dem Südteil des Ari-Atolls; der Nordteil zählt zusammen mit zwei kleineren Atollen zum Verwaltungsatoll Alif Alif.